# 2407 Хауг
2407 Хауг (2407 Haug) — астероїд головного поясу, відкритий 27 лютого 1973 року чехословацьким астрономом Любошем Когоутеком. Названий на честь німецького астронома Ульриха Хауга (Ulrich Haug).
Тіссеранів параметр щодо Юпітера — 3,241.